# بني عمار (بني عمار)
بني عمار هو دُوَّار يقع بجماعة نزالة بني عمار، عمالة مكناس، جهة فاس مكناس في المملكة المغربية. ينتمي الدوّار لمشيخة بني عمار التي تضم 6 دواوير. يقدر عدد سكانه بـ 1708 نسمة حسب الإحصاء الرسمي للسكان والسكنى لسنة 2004.

## روابط خارجية
- البوابة الوطنية للجماعات الترابية نسخة محفوظة 12 مارس 2018 على موقع واي باك مشين.
- المندوبية السامية للتخطيط